# Élections législatives camerounaises de 1992
Des élections législatives ont eu lieu au Cameroun le 1er mars 1992. Il s'agit des premières élections avec plusieurs partis depuis 1964. Elles sont remportées par le Rassemblement démocratique du peuple camerounais qui obtient 88 des 180 sièges.

## Contexte
Depuis décembre 1990 et l'introduction du multipartisme, le Rassemblement démocratique du peuple camerounais n'est plus le seul parti autorisé. Ainsi, 32 partis différents présentent des candidats, même si le RDPC est le seul à être présent dans tous les départements. Le Social democratic front et l'Union démocratique du Cameroun boycottent ce scrutin.

## Résultats
Le Rassemblement démocratique du peuple camerounais remporte ces élections mais n'obtient pas la majorité absolue, avec 88 sièges sur 180. Trois autres partis obtiennent des sièges.
| Parti                                            | Votes     | %    | Sièges | +/-     |
| ------------------------------------------------ | --------- | ---- | ------ | ------- |
| Rassemblement démocratique du peuple camerounais | 989 044   | 45,5 | 88     | -92     |
| Union nationale pour la démocratie et le progrès | 770 586   | 35,5 | 68     | Nouveau |
| Union des populations du Cameroun                | 189 542   | 8,7  | 18     | Nouveau |
| Mouvement pour la défense de la République       | 87 446    | 4,0  | 6      | Nouveau |
| Parti des démocrates camerounais                 | 39 758    | 1,8  | 0      | -       |
| Parti national pour le progrès                   | 17 094    | 0,8  | 0      | -       |
| Autres partis                                    | 79 939    | 3,7  | 0      | -       |
| Votes blancs/invalides                           | 238 200   | -    | -      | -       |
| Total                                            | 2 435 443 |      | 180    | 0       |

## Composition sociologique de l'Assemblée
22 des 180 élus sont des femmes, soit 12,2% de l'Assemblée.